# Staatstheater Nürnberg

Opernhaus Nürnberg (2011)

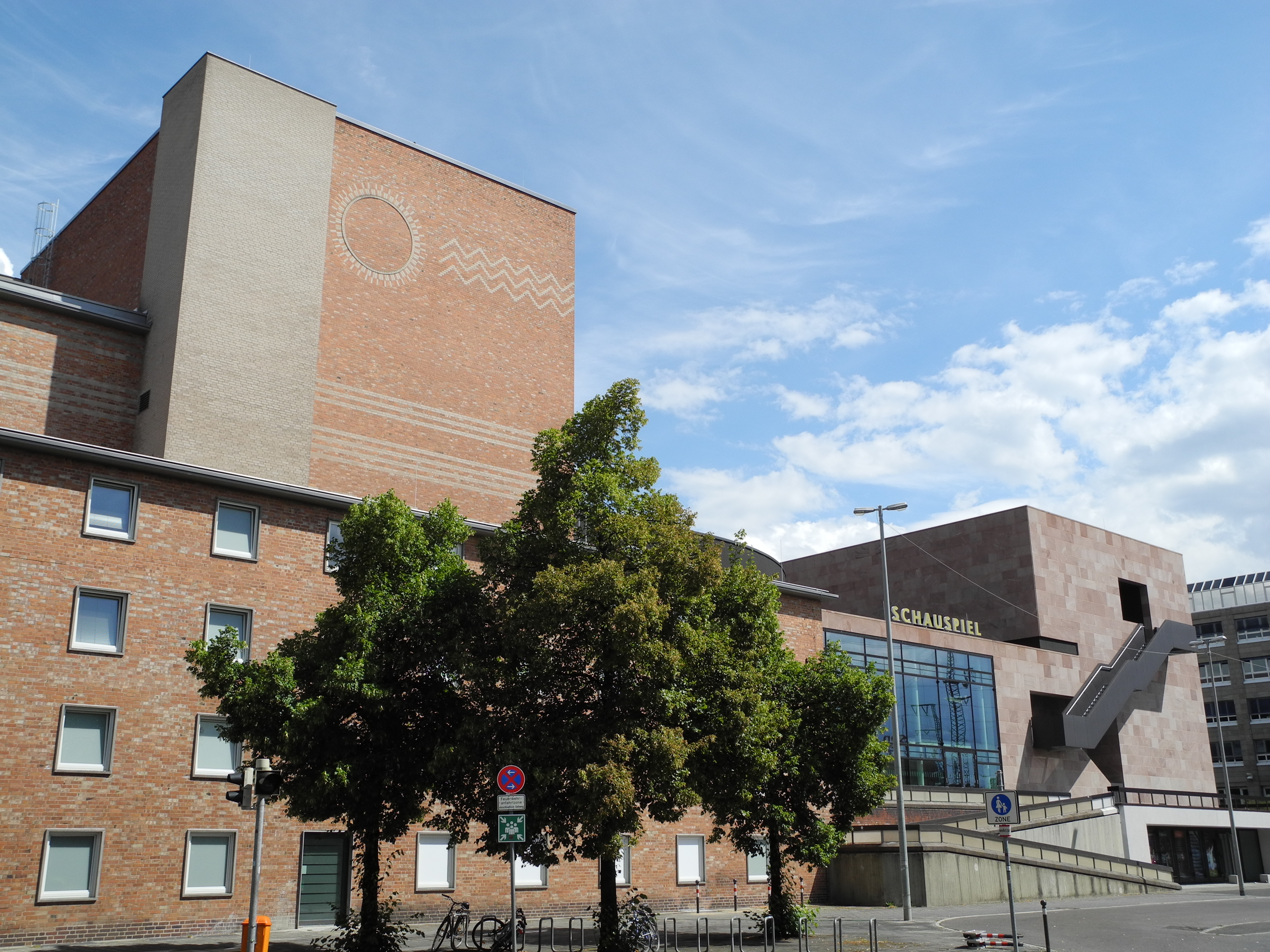
Schauspielhaus Nürnberg (2012)

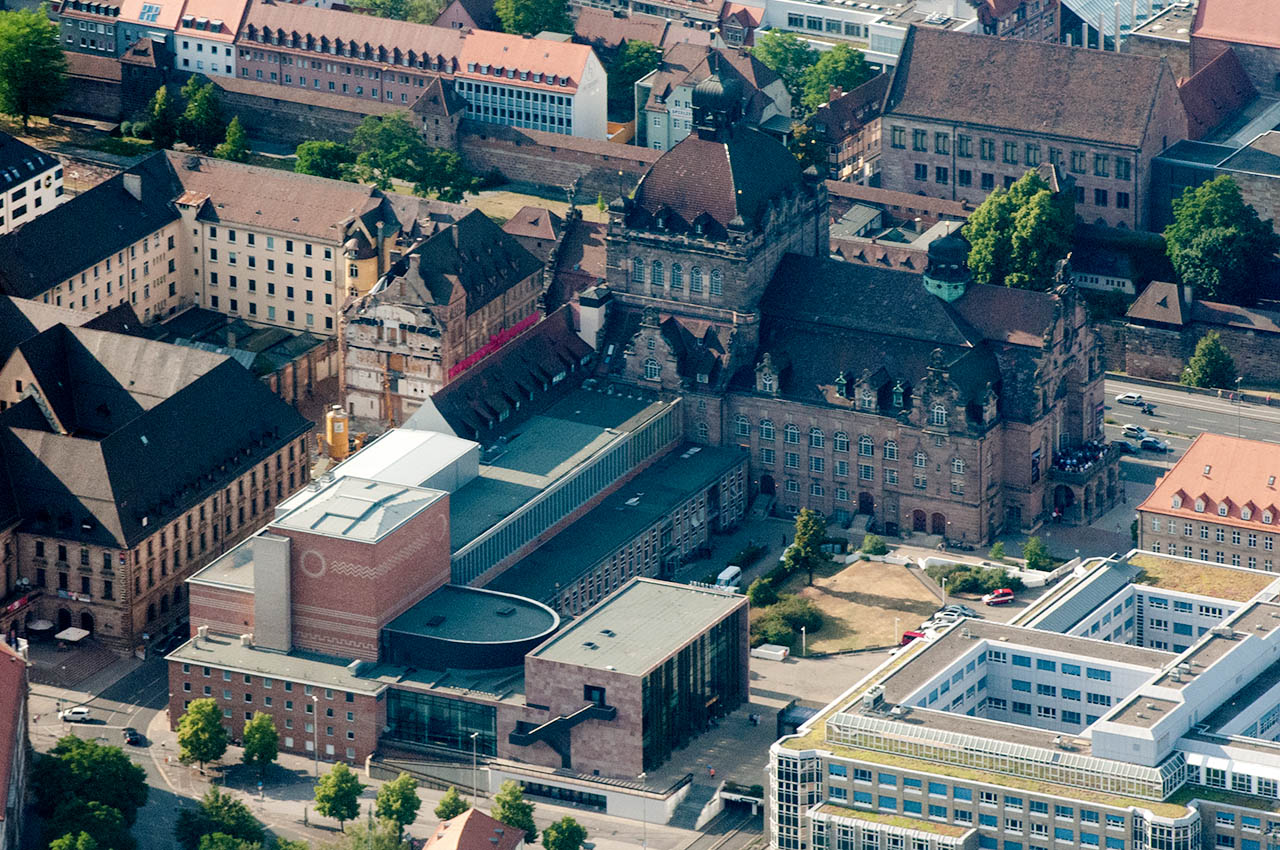
Luftaufnahme (2014)

Das Staatstheater Nürnberg ist eines der großen Mehrspartentheater in Deutschland. Als vierte Staatsbühne im Freistaat Bayern ging es am 1. Januar 2005 aus den ehemaligen Städtischen Bühnen Nürnberg hervor. Unter der Leitung von Staatsintendant Jens-Daniel Herzog ermöglichen derzeit mehr als 600 Festangestellte in den Sparten Oper, Schauspiel, Ballett und Konzert pro Saison rund 650 Vorstellungen für über 230.000 Besucher. Prägnantestes Gebäude ist das in der Stadtsilhouette weithin erkennbare Nürnberger Opernhaus, ein Wahrzeichen der Stadt. Weitere Spielstätten sind das Schauspielhaus Nürnberg mit den Kammerspielen und dem Extended Reality Theater – XRT (ehemals „BlueBox“) sowie die Meistersingerhalle. Dort finden Konzertreihen der Staatsphilharmonie Nürnberg statt, des Orchesters des Staatstheaters unter der Leitung von Generalmusikdirektor Roland Böer.

## Theater- und Operngeschichte Nürnbergs

### Vorläufer der Oper und Meistersänger
Die Nürnberger Operngeschichte lässt sich – mit all ihren Vorläufern – bis ins Mittelalter verfolgen. Die Kaiserburg war ein Zentrum für Minne- und Trouvaille-Gesang, in St. Sebald befand sich Mitte des 15. Jahrhunderts ein Schülerkreis um den blinden Organisten Conrad Paumann, die erste institutionelle Musikausbildungsstätte Nürnbergs. Geistliche Mysterienspiele fanden vor allem zur Passions- und Osterzeit in der Sebalduskirche und den Klöstern St. Egidien, St. Katharina und St. Klara statt. Bedeutende kirchenmusikalische Zentren befanden sich in St. Lorenz, der Frauenkirche und der Heilig-Geist-Schule. Dort wurde auch die Pflege der Moresken, pantomimischer Charaktertänze und als Urahnen der Oper betrieben. Zum Ende des 15. Jahrhunderts lösten die Fastnachtsspiele diese Frühformen der Oper ab. Sie wurden später vor allem durch Hans Sachs überaus beliebt. Singschulen mit Darbietungen in Wirtshäusern, Höfen, aber auch in der Spitalkirche von St. Martha, dem Übungsort der Meistersänger, waren eine zentrale Bewegung. Nürnberg entwickelte sich zu einem Zentrum der Minnesänger und Dichter: Walther von Stolzing war oft zu Gast auf der Kaiserburg, Tannhäuser und der Parzival-Dichter Wolfram von Eschenbach wurden in der Region geboren, ein Gastspiel von Oswald von Wolkenstein ist für das Jahr 1431 nachweisbar. Ein bedeutendes Werk in der Operngeschichte Nürnbergs ist Seelewig, komponiert vom Nürnberger Organisten Sigmund Theophil Staden. Dieses Stück ist die erste erhaltene deutsche Oper. Den Text schrieb Georg Philipp Harsdörffer, ein Mitbegründer der Literatenvereinigung Pegnesischer Blumenorden.

### Tag- und Nachtkomödienhaus 1628–1800
Am 16. Juni 1628 öffnete das Fecht- bzw. Tagkomödienhaus mit über 3000 Plätzen in drei Geschossen auf der Insel Schütt seine Tore. Dort kamen die ersten musikalischen Dramen zur Aufführung. Zudem war es das erste kommunale Theater in Deutschland. Die Konzeption war multifunktionell. Neben belustigenden Schaukämpfen, Artistikauftritten und blutdürstigen Tierhetzjagden oblag jedoch die Hauptnutzung dem Theaterbetrieb. Ein Nachteil dieser Spielstätte war, dass sie auf Grund fehlender Technik lediglich im Sommer und tagsüber genutzt werden konnte. 1766 fanden dort die letzten Aufführungen statt. Nach der Folgenutzung durch eine Glasschleiferei folgte 1811 der Abbruch.
Der Umbau eines südlich der Lorenzkirche gelegenen Materialhauses im Jahr 1668 zum beheizten und beleuchtbaren Nachtkomödienhaus brachte Nürnberg eine neue Spielstätte. An selber Stelle wurden bis 1944 zwei weitere Theaterbauten betrieben: das Auernheimersche Nationaltheater und das Alte Stadttheater. Über 140 Jahre befand sich am Lorenzer Platz also eine zentrale Spielstätte des Nürnberger Theaters. Uraufführungen von Singspielen des Organisten Johann Löhner (Der gerechte Zeleukus, 1686 und Theseus, 1688) sind überliefert. Nur selten fanden Gastspiele der umliegenden höfischen Musikzentren Ansbach, Amberg oder Erlangen statt. Die Eröffnung der Spielzeit 1714/15 bestritten die „Hochfürstlich Bayreuthischen Hofkomödianten“. 1754 und 1757 sind Ballette und Schauspiele der „Anspachischen Hochfürstlich-Privilegierten Hof-Comödianten“ dokumentiert. Ab Mitte des 18. Jahrhunderts konnten vermehrt Aufführungen von Opern wie Alceste von Christoph Willibald Gluck (1782) und Die Zauberflöte von Wolfgang Amadeus Mozart (1794) besucht werden. Am 17. September 1800 musste das Nachtkomödienhaus, längst von der Bevölkerung „Opernhaus“ genannt, wegen Baufälligkeit geschlossen werden.

### Auernheimersches Nationaltheater 1801–1827

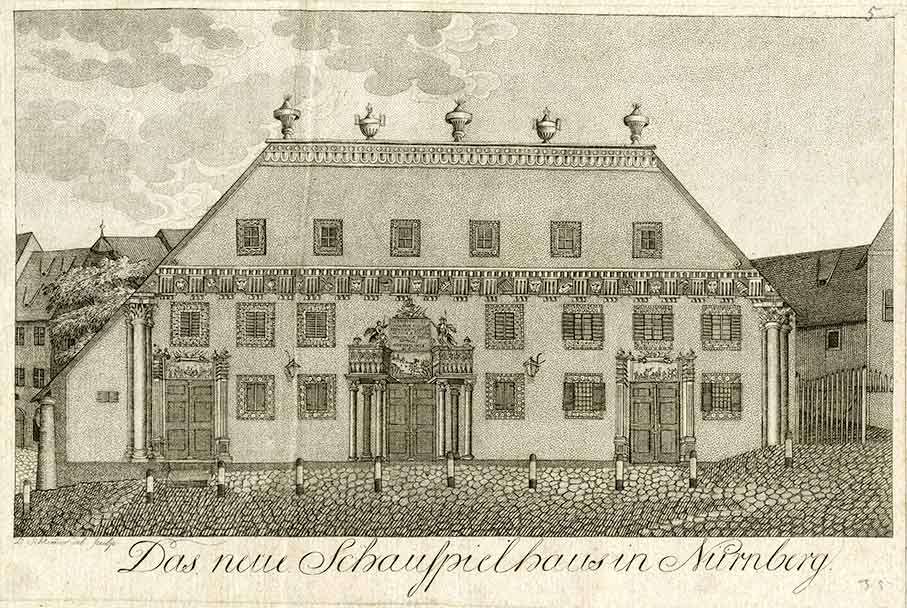
Das Schauspielhaus in Nürnberg

Der Gastwirt Georg Leonhard Auernheimer errichtete auf eigene Kosten ein neues Theatergebäude in Nürnberg. Das „Auernheimersche Nationaltheater“ wurde am 6. April 1801 mit dem Schauspiel Bayard, der Mann ohne Furcht und Tadel von August von Kotzebue nach nur sechsmonatiger Bauzeit eröffnet. Es befand sich ebenfalls am Lorenzer Platz und war, außen schlicht mit drei verzierten Portalen, als klassizistisch orientierter Bau errichtet worden. Der Publikumsraum aus zwei Holzemporen und Parkett bot für 500 Zuschauer Platz. Ein Orchester mit 20 Musikern, einer für die Zeit üblichen Größe, konnte im Orchesterraum musizieren. Überwiegend fand dort jedoch Sprechtheater statt. Ein Beispiel für Musiktheater ist die Aufführung der Oper Das Labyrinth – Der Zauberflöte zweyter Theil im Jahre 1807. Wirtschaftliche Probleme zwangen Auernheimer 1808 zum Verkauf seines Theaters.
Unter den nachfolgenden Direktoren wechselten auch die Schwerpunkte im Spielplan und die wirtschaftliche Lage des Theaters. Der Bassist und Opernregisseur Joseph Reuter (bis 1816) stellte das Musiktheater in den Vordergrund, seine Frau, die Koloratursopranistin Caroline Reuter (bis 1819) vor allem Opern Wolfgang Amadeus Mozarts und Domenico Cimarosas. Der nachfolgende Leiter des Hauses Georg Braun geriet wiederum in finanzielle Nöte. Ein Glücksfall rettete jedoch im Jahr 1822 ihn und das Nationaltheater: Carl Maria von Webers Finanzen befanden sich in Schieflage. Daher bot er Braun bereits ein Jahr nach der Uraufführung in Berlin seine Oper Der Freischütz für das erstaunlich geringe Honorar von nur 20 Dukaten an. Noten, Libretto und sämtliche Aufführungsrechte waren inbegriffen. Am 26. August 1822 fand die erste Nürnberger Vorstellung statt. Das Werk wurde mit zunächst 17 Vorstellungen zu einem großen Publikumserfolg. Im Jahr 1823 lockte das Stück sogar König Maximilian I. nach Nürnberg. Voller Begeisterung beförderte er Georg Braun daraufhin zum „Ökonomie-Inspector“ auf Lebenszeit am Münchner Hoftheater. In der Direktionszeit seiner Nachfolgerin Marianne von Trentinaglia, einer Schauspielerin, dominierten vor allem Werke Friedrich Schillers den Spielplan. Am 10. Juni 1827 wurde das 26 Jahre alte Theatergebäude wegen Baufälligkeit geschlossen.

### Interimstheater 1827–1833
Daraufhin wurden zunächst konzertante Opernaufführungen im Rathaussaal durchgeführt. Wenig später errichtete man ein hölzernes Provisorium, das sogenannte Interimstheater auf der Insel Schütt. Es war ein schmuckloser Zweckbau mit einem amphitheatralischen Zuschauerraum. Zur Eröffnung am 26. August 1827 wurde das Festspiel Kaiser Ludwigs Traum gespielt. Finanzielle Probleme mit einhergehenden Streiks der Ensemblemitglieder wegen ausbleibender Zahlungen zwangen Frau von Trentinaglia zur Flucht aus Nürnberg. Der Versuch, den Betrieb aufrechtzuerhalten, brachte lediglich einige wenige bedeutende Aufführungen wie z. B. Carl Maria von Webers Oper Oberon, Ludwig van Beethovens Fidelio und auch Giacomo Meyerbeers Robert der Teufel mit sich. Vor allem die schlechten Bedingungen für Schauspieler und Sänger sorgten für Unmut. Abstecher nach Fürth, Erlangen und Bamberg mit ihren festen Spielstätten häuften sich. Die letzte Aufführung fand am 29. September 1833 statt, der Abbruch folgte im März 1834.

### Altes Stadttheater am Lorenzer Platz 1832–1945
Bereits am 30. April 1832 wurde der Grundstein des Neuen Stadttheaters (ab 1905 Altes Stadttheater) an der Stelle des ehemaligen Auernheimerschen Nationaltheaters am Lorenzer Platz gelegt. Der rund 1000 Zuschauer fassende Bau wurde am 30. September 1833 vollendet. Der Architekt Leonhard Schmidtner entwarf das spätklassizistische Gebäude. Die Baukosten betrugen 75.000 Gulden. Auch dieses Theater war relativ schmucklos und brachte enge Verhältnisse im Zuschauerraum und auf der Bühne mit sich, weshalb es bald im fränkischen Volksmund „Vuglhäusla“ genannt wurde. Die Eröffnung erfolgte am 1. Oktober 1833 mit dem Schauspiel Die Krone von Cypern von Eduard von Schenk. Bis in die 1850er Jahre fanden häufige Wechsel in der Leitung statt, was eine mäßige künstlerische Qualität zur Folge hatte. Vereinzelte Höhepunkte wie z. B. der Auftritt der führenden deutschen Sopranistin Wilhelmine Schroeder-Devrient im Jahr 1835 als Leonore in Ludwig van Beethovens Oper Fidelio waren die Ausnahme. Gastspiel-Abstecher nach Fürth und Erlangen gab es immer wieder – jedoch auch lange Schließzeiten in Nürnberg. 1842 bis 1844 setzte die Direktion die Oper gänzlich ab, kurz darauf wurden in den Jahren 1844 bis 1848 unter der Leitung von Ferdinand Röder, einem erfahrenen Theaterdirektor (zuvor in Bamberg, Bayreuth, Meiningen und Regensburg), wieder insgesamt 285 Musiktheater-Aufführungen durchgeführt. Auf Grund finanzieller Probleme, auch durch die jährlichen Pachtkosten von 1100 Gulden verursacht, flüchtete Röder später aus Nürnberg.
Eine Konsolidierung schaffte ab 1850 Gustav August Brauer. In seiner Zeit wurde das Theater-Privileg in Nürnberg abgeschafft (1868) und Subventionen durch die Stadt eingeführt. Nun konnte sich das Theater wirklich Stadttheater nennen. Die künstlerische Qualität stieg unter Brauers Leitung und erstmals konnten Opern von Giuseppe Verdi (Ernani, 1850) und Richard Wagner (Tannhäuser, 1856) aufgeführt werden. Die Industrialisierung brachte die Professionalisierung des gesamten Berufsstandes mit sich. Durch beliebte Vorstellungen bei der rasant wachsenden Arbeiterschaft gab es verlässliche Einnahmequellen.
Ab 1858 übernahm Maximilian Reck für 27 Jahre die Direktion. Diese Zeit ging als eine glanzvolle Epoche in die Nürnberger Theatergeschichte ein. Es wurde ein nordbayerischer Theaterverbund gemeinsam mit Fürth und Erlangen, ab 1870 Bamberg und zeitweilig auch Coburg geschaffen. Eine regelmäßige Spielzeit wurde eingeführt und im Sommer gab es Saisontheater mit überwiegend Operetten und Lustspielen. Dies war im Übrigen der Beginn einer hundertjährigen Periode intensiver Operettenpflege in Nürnberg. Im Jahre 1860 fanden erstmals Tanzabende mit einer Ballett-Compagnie aus Rom statt. Das Nürnberger Theater entwickelte sich zum zweitwichtigsten Haus in Bayern. Auch Gastspiele der Münchner Hofoper konnten nun geboten werden. Das Orchester umfasste rund vierzig feste Stellen, was unter anderem für die Nürnberger Erstaufführung der Wagner-Oper Die Meistersinger von Nürnberg am 28. März 1879 unabdingbar war. Dieses Werk ist seither die meistgespielte Oper in Nürnberg. Als bedeutende Lebensleistung des Direktors Reck gab es zuletzt weitere bauliche Verbesserungen und höhere städtische Zuschüsse. Am 6. Mai 1885 verstarb Reck und wurde unter großer Anteilnahme der Bevölkerung auf dem Rochusfriedhof beerdigt. Der 28-jährige Sohn Hans Reck rückte als Nachfolger die Werke Richard Wagners weiter ins Zentrum. So wurde 1893 die erste zyklische Aufführung des Ring des Nibelungen in Nürnberg realisiert. Das nahe Bayreuth entsandte immer wieder junge und auch renommierte Gastsänger. Erste Gedanken an einen moderneren und größeren Theaterneubau entstanden durch die wachsende Bevölkerungszahl und den hohen Verschleiß des alten Stadttheaters am Lorenzer Platz. Am 100. Todestag Friedrich Schillers, dem 10. Mai 1905, wurde mit Wilhelm Tell die vorerst letzte Vorstellung gegeben.
Im 20. Jahrhundert wurde das Alte Stadttheater erneut für Vorstellungen genutzt. Von 1924 bis zur endgültigen Zerstörung am 2. Januar 1945 war es die Heimat des Nürnberger Sprechtheaters. Zudem wich das Musikensemble im Jahr 1935 während der Umbauten im Opernhaus für einige Monate in das über hundertjährige Gebäude aus.

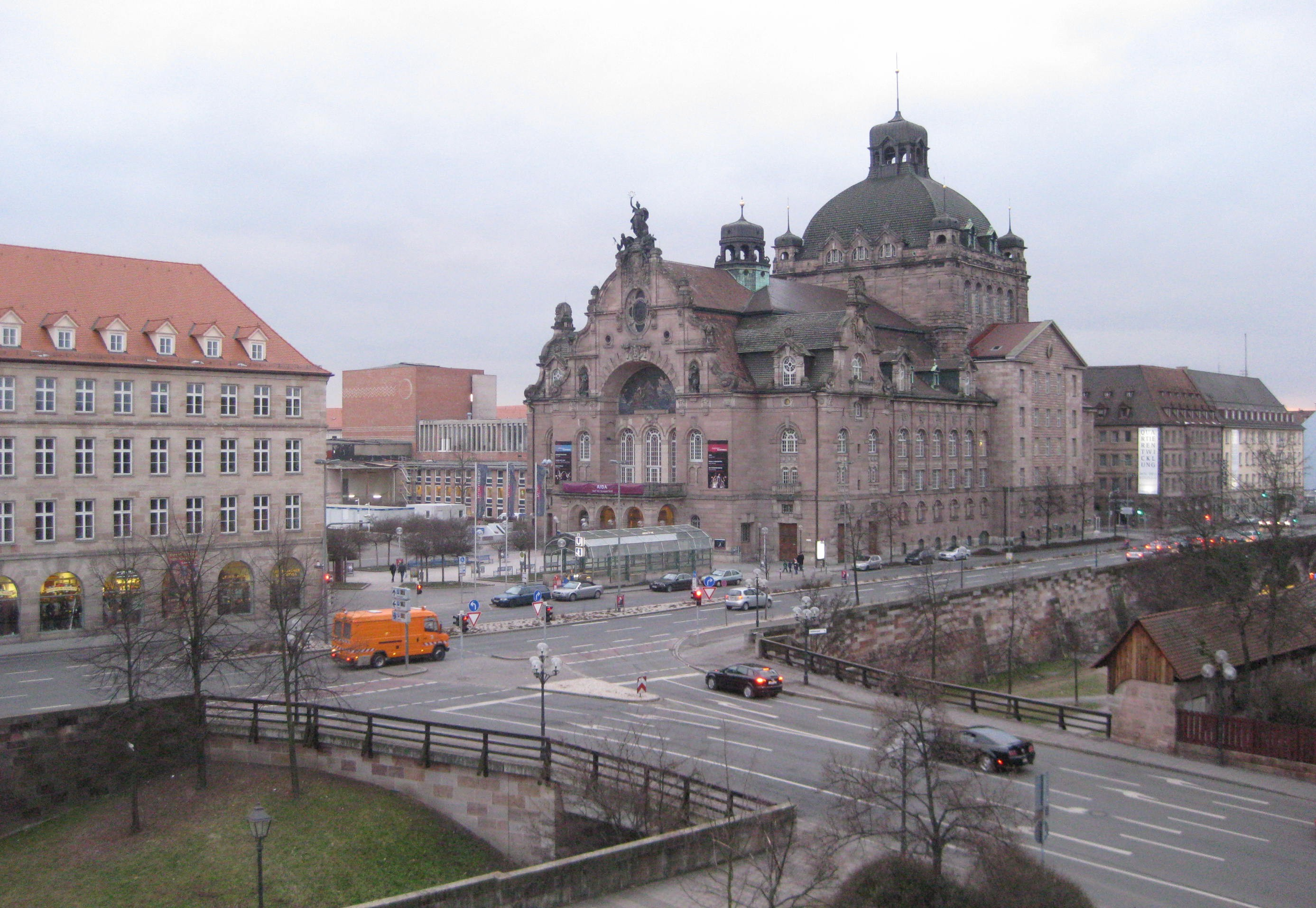
Nürnberger Opernviertel am Altstadtring (Frauentorgraben) links/östlich der Oper das Sigmund-Schuckert-Haus, rechts/westlich davon das Hotel Deutscher Hof; im Hintergrund das 1959 eröffnete Schauspielhaus

### Neues Stadttheater am Ring ab 1905

#### Anfänge zu Beginn des 20. Jahrhunderts 1905–1933
An der Wende zum 20. Jahrhundert sah der Nürnberger Magistrat die Notwendigkeit, ein repräsentatives, modernes Theater zu errichten. Als nach der Eröffnung des neuen Städtischen Klinikums im Stadtteil St. Johannis 1897 war das Alte Städtische Krankenhaus am Altstadtring obsolet geworden und sollte abgebrochen werden. Damit eröffnete sich die Aussicht auf einen geeigneten Bauplatz für das Neue Theater.
1898 beauftragte der Magistrat den Berliner Architekten Heinrich Seeling für die Planung. Es entstand ein repräsentativer Entwurf, „der historisierende Elemente des Nürnberger Stils mit zeitgenössischem Art Déco vermengte“ und eine Blickachse mit dem ebenfalls 1905 errichteten Neubau des Hauptbahnhofes bot.
Die prunkvolle Eröffnung des an der Stelle des 1903 abgerissenen, von 1845 bis 1897 in Betrieb gewesenen allgemeinen Krankenhauses errichteten Neuen Stadttheaters am Ring mit über dreihundert geladenen Gästen fand am 1. September 1905 unter anderem mit der Vorstellung der Festwiesen-Szene aus dem dritten Akt der Oper Die Meistersinger von Nürnberg von Richard Wagner statt. Die Projektierung und Bauleitung des Neubaus lag in den Händen des Berliner Architekten Heinrich Seeling.
In seiner ersten Spielzeit hatte das Ensemble 315 Vorstellungen, vorwiegend mit Werken Richard Wagners. Der Theaterbetrieb war nach wie vor privatwirtschaftlich organisiert: Der jeweilige Intendant pachtete das Theater von der Stadt Nürnberg. Erster Intendant war Richard Balder, der bis 1914 amtierte und als „liebevoller“ Pfleger der Werke Richard Wagners im Gedächtnis blieb. Auf Grund von strengen Auflagen der Stadt in einem veralteten Pachtsystem, das an das ehemalige Theaterprivileg erinnerte, war das künstlerische Niveau mit der Zeit auf einem nicht gerade hohen Stand. So beklagte sich Richard Strauss, der nur einen Tag nach der Uraufführung seiner Oper Der Rosenkavalier in Dresden dieses Werk in Nürnberg als Gastdirigent leitete, über die Qualität des gesamten Ensembles in einem offenen Brief an den Oberbürgermeister. Damit verfolgte er das Ziel, das Pachtsystem abzuschaffen und forderte einen Subventionsbetrieb und eine Verdoppelung der Orchesterstärke.

„Wie schon angedeutet, habe ich bei Ihnen seinerzeit ein Orchester vorgefunden, das derart schlecht war, wie ich in meinem ganzen Leben – und ich habe die Orchester fast der ganzen zivilisierten Welt dirigiert – nur einmal eins in Lemberg in Galizien vorgefunden habe. In vielen kleineren Städten […] habe ich Orchester von weit besserer Qualität und Schulung vorgefunden als in Ihrer großen Stadt.“

Der erste Hausherr des Stadttheaters, Richard Balder, trat 1914 auf Grund der finanziellen Lage des Hauses zurück. Der neue Direktor Alois Pennarini übernahm in der Folge nicht nur Regieaufgaben, sondern sang als Tenor auch selbst einige Titelrollen. Während des Ersten Weltkriegs wurde der Spielbetrieb so gut es ging aufrechterhalten. 1918 dominierten das Schauspiel und leichte musikalische Revuen. Pennarini überstand auch den Beginn der Weimarer Republik, sah sich jedoch 1920 großer Kritik bezüglich seiner Spielplangestaltung und schlechter Publikumszahlen ausgesetzt. Daraufhin gab er seine Intendanz zurück.
Dieser Rücktritt markierte einen großen Wendepunkt in der Geschichte des Opernhauses. Aus dem Lizenzunternehmen wurden die Städtischen Bühnen. Der neue Eigenbetrieb der Stadt Nürnberg brachte den Angestellten größere Sicherheiten und dem neu bestellten Intendanten Willy Stuhlfeld aus Würzburg künstlerische Planungssicherheit. Er hatte jedoch in seiner Amtszeit bis Juni 1922 mit der Inflation und ihren Folgen sowie internen Intrigen zu kämpfen. Sein Nachfolger Johannes Maurach war ein erfahrener Theatermann. Unter ihm fusionierten das 1890 gegründete 'Philharmonische Orchester Nürnberg und das Orchester des Stadttheaters zum Städtischen Orchester Nürnberg (heute Staatsphilharmonie Nürnberg). Erst damit erreichte das Orchester mit nun 110 Musikern die von Richard Strauss 1913 als Mindestgröße empfohlene Stärke. Nach überstandener Inflation stabilisierte sich auch die wirtschaftliche Situation des Theaters. Maurach und die Stadt Nürnberg trieben Pläne voran, das 90 Jahre Alte Stadttheater am Lorenzer Platz als Spielstätte für das Sprechtheater zu renovieren. Am 21. September 1924 wurde es wiedereröffnet. Das Neue Stadttheater am Ring trug nun mehr und mehr den Namen Opernhaus. Mauracher entwickelte beide Sparten weiter und machte die Nürnberger Bühne zu einem wahrhaften „Sprungbrett-Theater“ für Talente. Ein großes Corps de ballett ermöglichte nun auch Ballettabende in Nürnberg. Schlechte Auslastungszahlen Ende der 1920er Jahre und die Wirtschaftskrise Anfang der 1930er Jahre zwangen das Theater zu Sparmaßnahmen. Dennoch urteilte der versöhnte Richard Strauss zum 25-jährigen Jubiläum des Hauses 1930:

„Nürnberg hat ein erstklassiges Musiktheater.“

#### Das Opernhaus in der Zeit des Nationalsozialismus (1933–1945)
Mit Beginn der NS-Diktatur wurde die Oper im Allgemeinen und das Nürnberger Opernhaus im Besonderen für Propaganda und Repräsentation missbraucht. Ab 1933 wurde vor allem die Oper Die Meistersinger von Nürnberg immer wieder für NS-Zwecke benutzt. Alle Reichsparteitage bis 1938 wurden mit einer Vorstellung dieses Werkes eröffnet. Hohe finanzielle Förderungen durch das NS-Regime ermöglichten neben dem Umbau des gesamten Innenraumes nach ideologischen Vorstellungen auch eine hohe künstlerische Qualität. Intendant Johannes Maurach musste jedoch immer öfter Einschränkungen in der Spielplangestaltung hinnehmen. Slawische, russische und jüdische Komponisten wurden aus dem Konzertleben verbannt. Die Operette erfuhr eine verstärkte Hinwendung. Im Juni 1939 wurde der dem Regime zu eigensinnige Maurach aus dem Amt gedrängt. Sein Nachfolger Willi Hanke war für fünf Spielzeiten während des Krieges verantwortlich. 1943/44 wurde als letzte Inszenierung erstmals der komplette Ring des Nibelungen gezeigt; mit der Vorstellung der Götterdämmerung am 31. August 1944 endete die 39. Spielzeit. Ein inoffizielles, letztes Konzert mit nicht zum Kriegsdienst einberufenen Orchestermitgliedern ist für den 15. April 1945, mitten im Geschützhagel, belegt – sieben Zuhörer waren vor Ort.

#### Vom Stadttheater zum Staatstheater Nürnberg 1946 bis heute
Nach dem Wiederaufbau wurde das „Nuremberg Opera House“ zunächst hauptsächlich durch die United States Army als Kino und Theater genutzt. Im großen Foyer des ersten Ranges war eine Bar, der sogenannte Stork-Club eingerichtet. Bereits am 1. Oktober 1945 wurde das Stadttheater Nürnberg wieder offiziell in Betrieb genommen. Die Besatzungsmacht erlaubte vereinzelten Spielbetrieb, der nur am Nachmittag und an höchstens zwei Wochentagen stattfand. Der Theaterkapellmeister Rolf Agop übernahm bei den ersten Vorstellungen nach dem Krieg (erstes Nachkriegskonzert im Opernhaus am 23. September 1945) die Leitung des Orchesters und betrieb in der Folge die wichtige Wiederaufbauarbeit. Als GMD Alfons Dressel nach seiner Entnazifizierung zurückkehrte, verließ Agop das Haus.
Da die Bühne am Lorenzer Platz im Krieg komplett zerstört worden war, befanden sich zunächst alle Sparten im Opernhaus. Ab 1947 bis in die 1950er Jahre wurden die Bucher Säle in Nürnberg-Thon als weitere Spielstätte genutzt. Mit dem Engagement des neuen, langjährigen Generalintendanten Karl Pschigode entspannte sich die räumliche Situation. 1946 hatte er das private Lessing-Theater für Schauspiel-Aufführungen gegründet. Dieses wurde bis 1959 zur offiziellen Spielstätte des Stadttheaters. Durch die Kooperation mit dem Stadttheater Fürth standen nun fünf Spielstätten zur Verfügung: das Opernhaus, die Bucher Säle, das Lessing-Theater, das Stadttheater Fürth und eine Schul-Aula als Spielort der Kammerspiele. Der Spielplan 1958/59 umfasste die Aufführung von insgesamt 48 musikalischen Werken, unter anderem die erste Ring-Tetralogie nach dem Zweiten Weltkrieg, sowie sechs Philharmonische Konzerte.

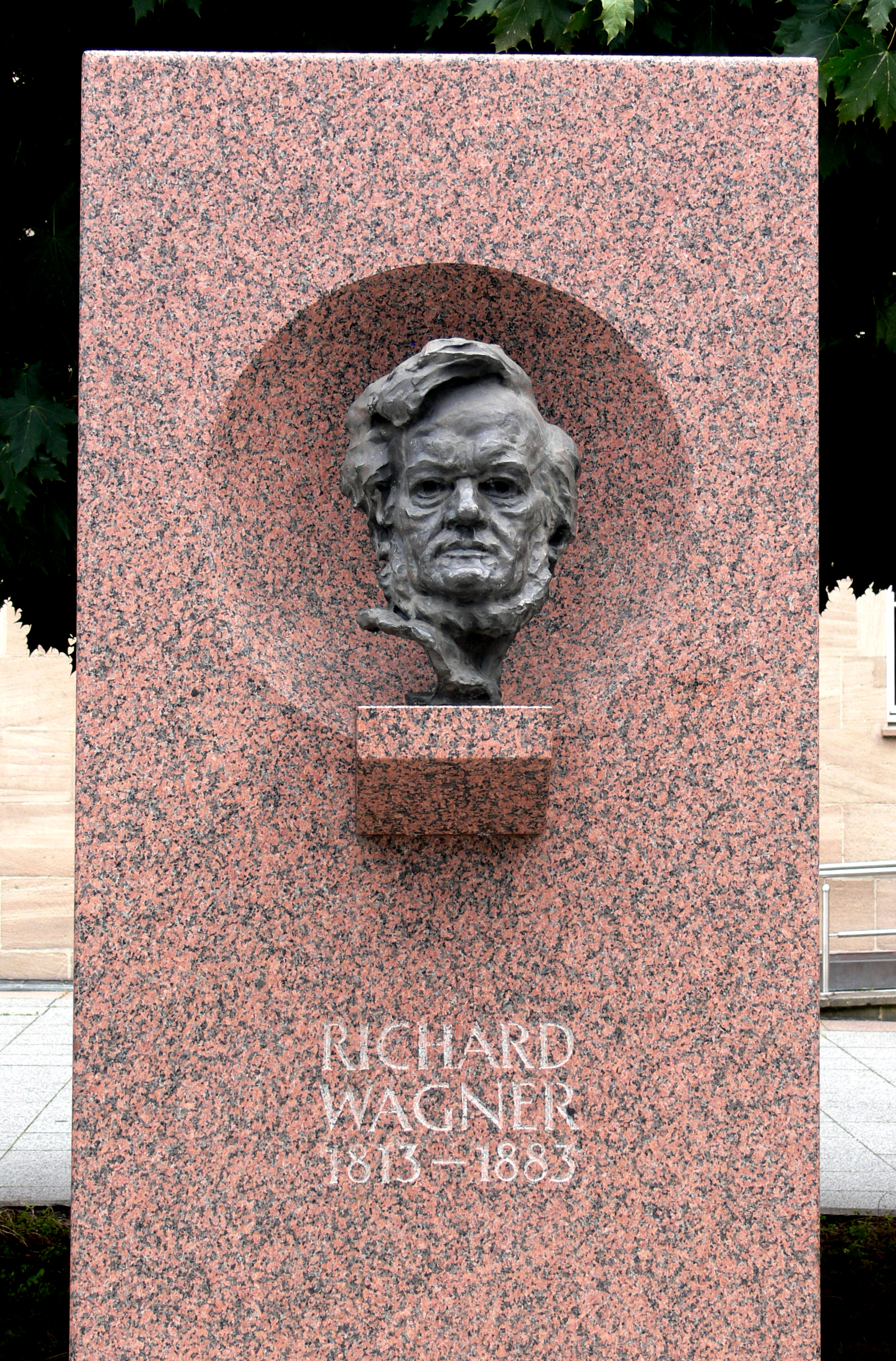
Wagner-Büste auf dem Richard-Wagner-Platz vor dem Opernhaus

Inhaltliche Schwerpunkte in den 1950er und 1960er Jahren waren die Pflege der Operette und zeitgenössischer Werke. Dies kam mit der Woche des Gegenwartstheaters ab 1952 sowie der Woche der Gegenwartsoper zum Ausdruck. Am 22. September 1951 wurden das Opernhaus und das Fürther Stadttheater von der amerikanischen Besatzungsmacht vollständig zurückgegeben. 1955 konnte das 50-jährige Bestehen gefeiert werden. 1961 besuchten 900.000 Zuschauer die Spielstätten am Richard-Wagner-Platz, die 1959 durch das neue Schauspielhaus erweitert worden waren und 1963 mit der Meistersingerhalle am Luitpoldhain weiter entlastet wurden.
Das Ensemble des Schauspiels hatte nach der Eröffnung des neuen Hauses unter Direktor Hesso Huber „am Fließband“ Neuproduktionen zu bewältigen, die fünf bis sechs fest engagierte Regisseure und einige Gäste betreuten. Ein erkennbares Profil konnte sich so nicht entwickeln. Künstler wie Luc Bondy, Nicolas Brieger oder Christa Berndl wirkten in Hubers Direktionszeit bis 1975 als junge Talente in Nürnberg. Es folgte eine Spielzeit unter Hans Dieter Schwarze und eine weitere unter dem jungen Friedrich Schirmer.
Hans Gierster, ab 1965 Generalmusikdirektor, hatte sich in seiner 23-jährigen Dienstzeit einige Verdienste in der Organisation des Klangkörpers erworben. So wurde das Orchester von 77 auf 87 Stellen vergrößert und Ende der 1970er Jahre von einem B- in ein A-Orchester, nun Philharmonisches Orchester der Stadt Nürnberg genannt, erhoben. Zudem verhinderte er in den 1970er Jahren eine Abschaffung der Philharmonischen Konzerte und organisierte eine engere Zusammenarbeit mit den Nürnberger Symphonikern in Kooperationskonzerten. Dabei kamen z. B. die Sinfonie der Tausend von Gustav Mahler (1977) und Arnold Schönbergs Gurre-Lieder (1980) zur Aufführung.
Eine überregional beachtete Erstaufführung war am 10. Mai 1970 die umgearbeitete Nürnberger Fassung des Werks Intolleranza 1960 von Luigi Nono. Die ursprüngliche Version wurde von Nono selbst mit elektronischer Musik erweitert und die Texte von Yaak Karsunke mit Themen wie dem Vietnam-Krieg und dem Prager Frühling aktualisiert. Im Januar 1974 ging die Intolleranza 1970 genannte Produktion für vier Aufführungen an das Teatro Comunale nach Florenz.
Am 14. Dezember 1974 hatte die „Welle des eigenwilligen Regietheaters für das Genre Oper“ in Nürnberg ihren Auslöser. Hans Neuenfels’ erste Opernregie-Arbeit feierte mit Verdis Der Troubadour Premiere. Seither steht er an der „Speerspitze der Inszenierungsrevolution“. Diese Aufführung wurde in der Folge und wird bis heute bundesweit nicht nur als Theaterskandal, sondern auch als Markstein der Opernregie reflektiert:

„Das Überraschende und eigentlich Überragende dieser Inszenierung ist nicht die theatralisch knallige, ungekünstelte Freilegung von Opern-Unsinn hinter einer Unterhaltungsfolie, sondern der Sinn, den Neuenfels der Oper wiedergibt. […] Dieser eindringliche Operneinstand von Hans Neuenfels ist einzuordnen in die neuen Erzählweisen des Musiktheaters, die Endspiel-Stimmung, die die Oper gegenwärtig beherrscht. […] Daß die Produktion nicht nur akklamiert wurde, sondern sehr böse Worte im Parkett fielen, versteht sich von selbst.“

„Wer diesen ‚Troubadour‘ miterlebt hat, der hat die traumwahnhaften Bilder noch vor Augen. Das war eine neue Erfahrung, ein psychoanalytisch grundiertes Bilderrätsel, ein (so der junge Musikkritiker) Opernabend, ‚den man gesehen haben sollte, wenn man das Wort Musik-Theater ernst nimmt‘.“

„Sein Nürnberger Troubadour-Debüt 1974 führte denn auch ins Schreckenskabinett eines Sadomaso-Freaks, wo aus Entsetzen Slapstick, aus Komik Grauen wurde.“

Hans Neuenfels, auf den am Nürnberger Opernhaus weitere inszenierende Schauspiel-Regisseure folgten, berichtet selbst über seine damalige Arbeit:

„Als ich meine erste Oper inszenierte, Troubadour 1974 in Nürnberg, da haben wir durchgesetzt, dass wir zwei Monate probieren durften, was damals ungewöhnlich lange war.“

„Der Kostümbildner protestierte am heftigsten [über das geplante Aussehen eines auftretenden Engels]. Die Diskussion dauerte sehr lange. Am nächsten Morgen spürte ich an der linken Kopfseite einen kühlen Schmerz. Vor dem Spiegel entdeckte ich eine ungefähr fünfmarkstückgroße kahle Stelle in meinem Haar. ‚Verdis Rache‘, lächelte der Kostümbildner erfreut. Es war eine so genannte Alopecia areata, ein kreisrunder Haarausfall, mit dem schon der Surrealist Roger Vitrac in seinem Stück Der Coup von Trafalgar seine weibliche Hauptfigur versah. Aber ich war davon überzeugt, dass Verdi sich keinesfalls an mir rächen wollte, und bestand auf meiner Idee.“

Im Schauspielhaus wurde am 6. Oktober 1976 das Theaterstück Schweig, Bub! von Fitzgerald Kusz uraufgeführt. Es ist mit insgesamt rund 350.000 Zuschauern in über 700 Vorstellungen die erfolgreichste Nürnberger Produktion und gehört mit zahlreichen Adaptionen zu den beliebtesten deutschen Mundartstücken.
Von 1977 bis 1992 leitete das Nürnberger Schauspiel mit Hansjörg Utzerath der „wohl wichtigste Regisseur, den das Haus bis heute hatte“. Er brachte unter anderem die Oper Palestrina von Hans Pfitzner heraus, gemeinsam mit dem neuen GMD Thielemann. Christian Thielemann wurde, weiterhin unter Intendant Burkhard Mauer, 1988 zum damals jüngsten Generalmusikdirektor Deutschlands ernannt. Unter seiner Leitung fand vor allem die deutsche Hochromantik Beachtung. Nach einer hochgelobten Premiere von Wagners Tristan am 22. Februar 1992 wurde Thielemann auf geheimen Stadtratsbeschluss hin am 6. Mai 1992 wegen vermeintlich mangelnder Präsenz in Nürnberg und überzogener auswärtiger Dirigententätigkeit fristlos entlassen, eine Entscheidung, gegen die Thielemann gerichtlich vorging. Die fristlose Kündigung hatte beim Urteil 1996 keinen Bestand, kostete die Stadt Nürnberg damals 300 000 DM und das Nürnberger Theater einen der besten Dirigenten, den es je hatte.
Nach einem Politikwechsel in Nürnberg erfolgte auch am Opernhaus ein Neubeginn. 1996 wurde Wulf Konold zum Generalintendanten ernannt, der gemeinsam mit GMD Philippe Auguin das Haus programmatisch neu ausrichtete. Ein fast vollständiger Mahler-Sinfonien-Zyklus wurde von Auguin realisiert, im Sommer 2003 konnte zum ersten Mal nach 44 Jahren wieder ein vollständiger Ring des Nibelungen aufgeführt werden. Beim Beijing Music Festival 2005 gastierte das Haus mit dieser Inszenierung, wofür es den Sonderpreis des Festivals erhielt. Ein weiteres Gastspiel führte das Staatstheater Nürnberg in der Spielzeit 2005/2006 nach Asien: Im März des Mozart-Jahres 2006 führte die Oper viermal Mozarts Don Giovanni beim Hongkong Arts Festival auf.
Am 21. Mai 2003 verkündete Ministerpräsident Edmund Stoiber die Beteiligung des Freistaates Bayern zur Hälfte an den Kosten des Vier-Sparten-Hauses. Damit wurden die Städtischen Bühnen Nürnberg zum Staatstheater Nürnberg erhoben. Mit der Gründung einer Trägerschafts-Stiftung am 1. Januar 2005 trat diese Regelung und Auszeichnung in Kraft.

## Baugeschichte der Spielstätten des Staatstheaters

### Opernhaus Nürnberg

#### Planung und Entwurf
Die Industrialisierung im 19. Jahrhundert hatte eine Verzehnfachung der Bevölkerung in Nürnberg zur Folge. Die Notwendigkeit eines neuen Theaters wurde schon 1887 erkannt, bis diese Pläne jedoch umgesetzt wurden, vergingen mehr als zehn Jahre. Ein Bauplatz wurde am Frauentorgraben auf dem Gelände des alten städtischen Krankenhauses gefunden. Auf Empfehlung mehrerer Fachleute wurde auf eine öffentliche Ausschreibung verzichtet und der erfahrene Berliner Theaterarchitekt Heinrich Seeling mit einem Entwurf beauftragt. Er hatte bereits Erfahrungen mit Form, Aufbau, Akustik, Sicht und Sicherheit moderner Theaterbauten. Im Juni 1898 wurde ein Vertrag verfasst, in dem Seeling angehalten wurde, sich an den Formen der Alt-Nürnberger Bauweise des 16. Jahrhunderts zu orientieren.

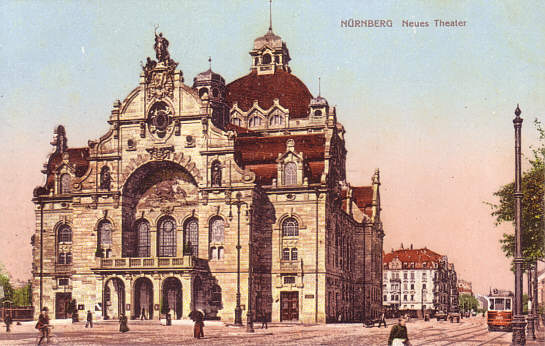
Neues Stadttheater auf einer Ansichtskarte, um 1910

Den ersten Entwurf lieferte der Architekt im September 1898. Er bestand aus einem Baukomplex mit einem Theater- und einem Saalbau. Die Gebäude wurden durch einen länglichen Trakt zu einer Einheit verbunden. Verschiedene Dachformen mit zahlreichen Giebeln und Türmen verzierten mit Stilelementen der Gotik und Renaissance die Fassaden. Zwei Türme, die Bühnenhauskuppel und ein hoher schlanker Turm waren diagonal im Gleichgewicht architektonischer Proportionen angeordnet. Das Gebäude orientierte sich am Kaiserjubiläums-Theater (heute Volksoper Wien) der Architekten Alexander Graf und Franz von Krauß. Generell wurde der erste Entwurf zunächst befürwortet, nach einer öffentlichen Ausstellung jedoch entbrannte eine vehemente kontroverse Diskussion für und wider den Nürnberger Stil und zwischen einem vergangenheitsbezogenen Bauen und der Suche nach moderner Architektur.
Seeling gestaltete die Fassade in einem zweiten Entwurf neu, wobei er den Grundriss beibehielt. Im Mai 1900 wurde dieser eingereicht und nach erneuter öffentlicher Debatte umgesetzt. Jedoch entschied die Stadt auf Grund des Zeitdrucks (Fertigstellungstermin 1. Oktober 1902) und wegen höherer Kosten zunächst nur das Theater ohne den Saalbau auszuführen. Das Konzert- und Festsaalbau wurde nie verwirklicht.
Die von 1901 bis 1905 dauernde Bauausführung kostete 4,3 Millionen Mark. Somit war der Theaterneubau der teuerste dieser Zeit in Europa. Mit der Eröffnung am 1. September 1905 verbesserte sich die Theaterkapazität in Nürnberg von rund 1000 Zuschauerplätzen im Alten Stadttheater auf 1421 Sitze im Neuen Stadttheater am Ring. Modernste Ausstattung mit Elektrizität, Heizungsanlagen und Bühnentechnik brachte höchsten Komfort. Seeling wurde 1908 hauptverantwortlich für die stark gestiegenen Kosten gemacht, da er zeitgleich das Frankfurter Schauspielhaus errichtete und daher angeblich den Überblick verlor.

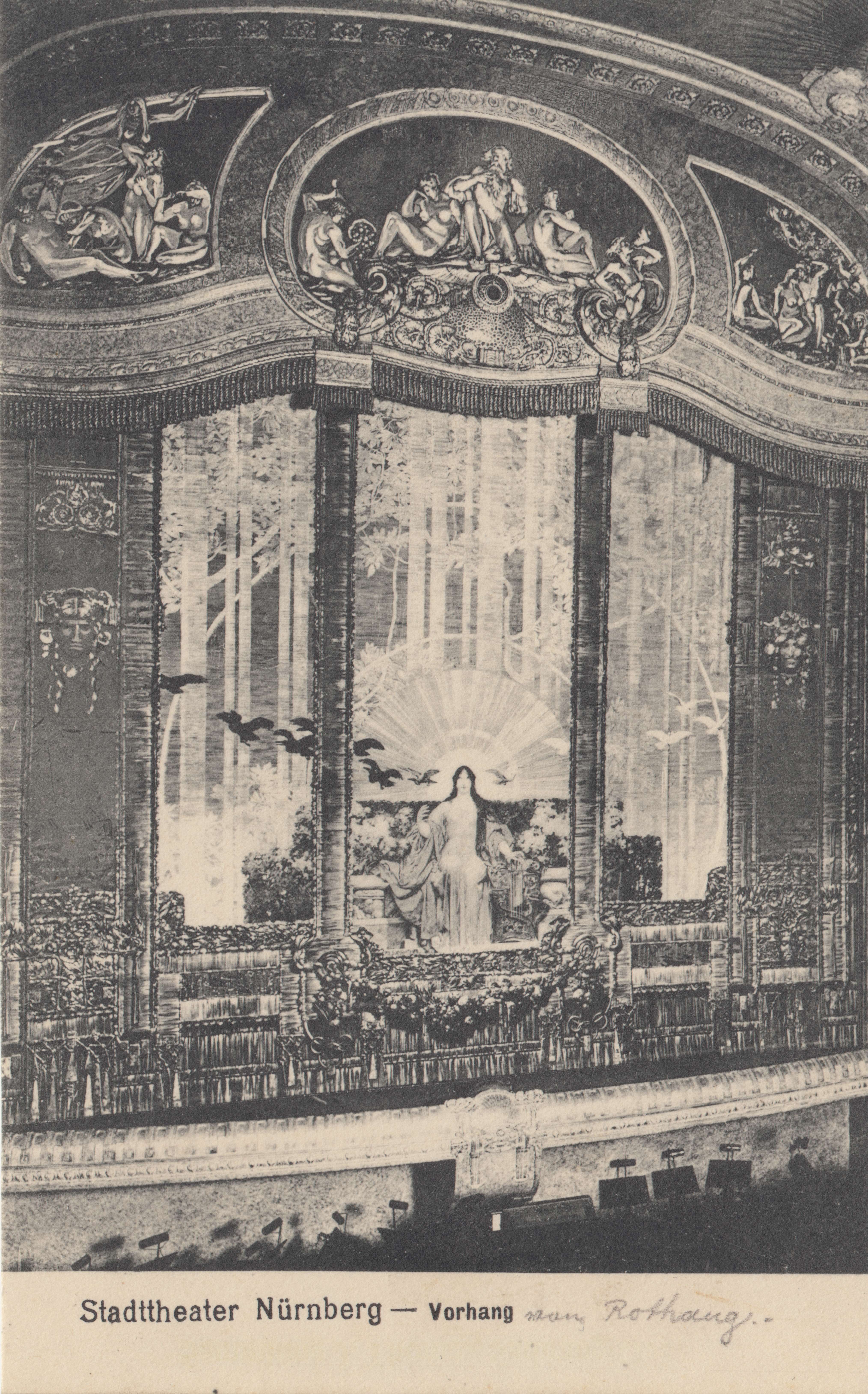
Vorhang des neuen Stadttheaters auf einer Ansichtskarte, um 1905

#### Ausstattung und Architektur
Der Baukörper erstreckt sich in ostwestlicher Ausrichtung entlang dem Frauentorgraben zwischen Lessingstraße und Treustraße und hat einen längsrechteckigen Grundriss. Ein langer schmaler Magazinbau, u. a. für die Kulissen, ist am südwestlichen Eck angefügt. Der Aufbau des Hauptgebäudes orientiert sich an dem der Pariser Oper von Charles Garnier, der später als allgemein anerkanntes Schema galt. Es besteht aus drei Hauptgeschossen, gegliedert in drei Funktionsblöcke als traditionelle Theaterorte der Begegnung, der Sammlung und der Handlung: der Eingangsbereich mit Vorfahrtshalle, Vestibül und Haupttreppenhäusern, das Zuschauerhaus mit U-förmigem Auditorium einschließlich Foyer und das Bühnenhaus mit den Nebentreppenhäusern. Ein stilistisches Formgemisch von Neorenaissance, Neobarock und zaghaften Anklängen an den Jugendstil prägt die Fassaden. Diese bestehen aus Sandstein-Quadern der Nürnberger Umgebung, der Sockel ist aus unterfränkischem Muschelkalkstein gefertigt und die Dächer sind mit grün lasierten Falzziegeln gedeckt.

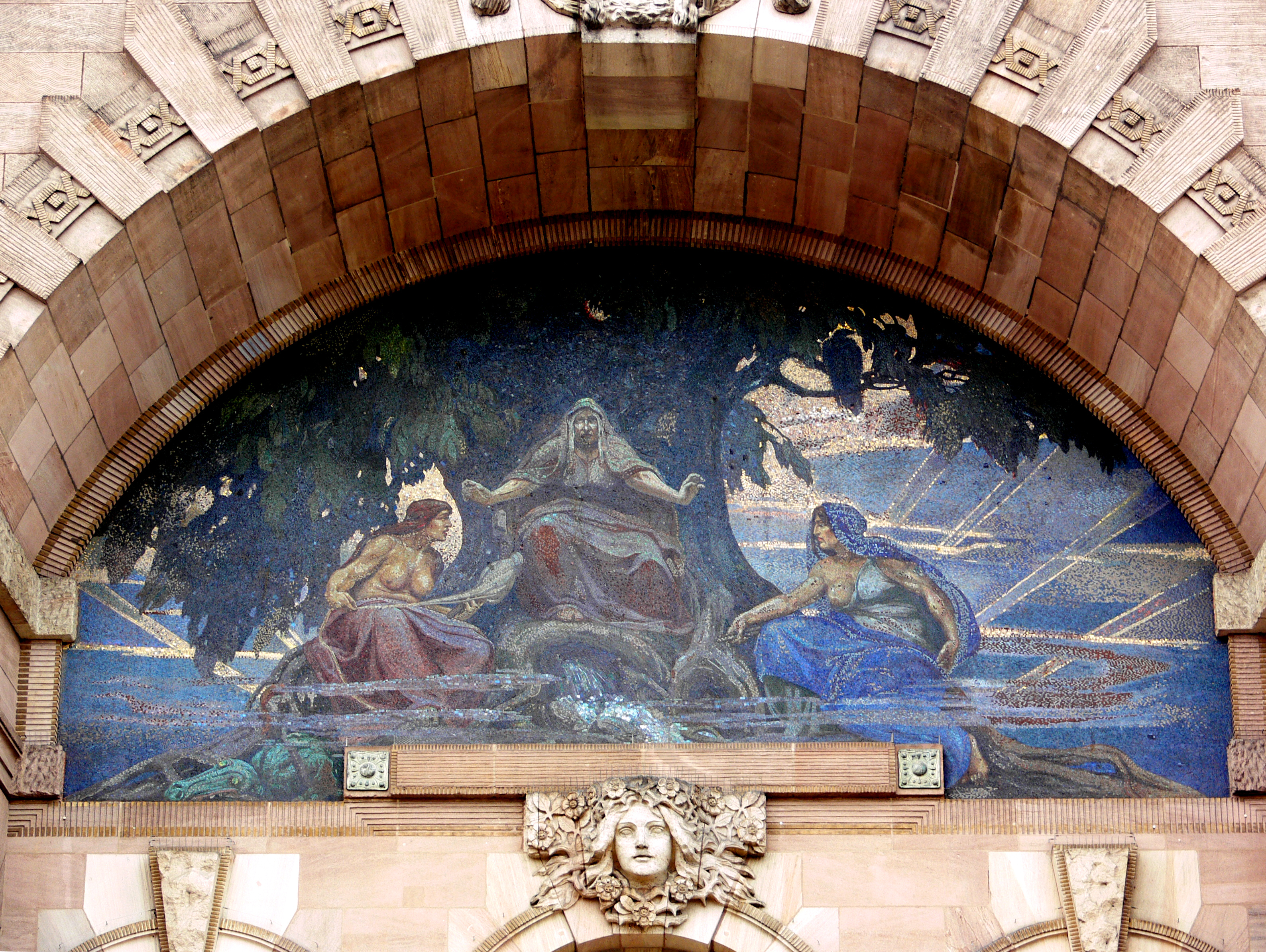
Mosaik über dem Haupteingang Die drei Nornen unter der Weltenesche

Der reiche Figurenschmuck ist abgestuft an allen Fronten nach Wertigkeit angebracht. Am aufwändigsten dekoriert ist die östliche Seite als repräsentative Hauptfassade – die Südfront bleibt dagegen fast völlig schmucklos. Die Motive der Figuren und Plastiken entstammen der nordischen Sagenwelt, den Musikdramen Richard Wagners, der Stadt Nürnberg und dem Theaterwesen mit dem Hintergrund des dionysischen Kults. Die Figurengruppe über dem Haupteingang wurde wie die meisten bauplastischen Arbeiten von dem Bildhauer Philipp Kittler aus Schwabach entworfen. Über dem Nürnberger Stadtwappen triumphiert die überlebensgroße Mittelfigur der Noris, zu ihren Füßen sitzen der „Lustige Rat“ und der Meistersinger. Das Mosaikbild über der Hauptfassade war als Wettbewerb bayernweit ausgeschrieben. Der Nürnberger Maler Hermann Schwabe jun. ging als Sieger hervor und setzte das vorgegebene Thema Die drei Nornen unter der Weltenesche künstlerisch um. Ebenfalls an der Ostseite befindet sich in Höhe des ersten Ranges ein Balkon, der über den Erfrischungsraum (heute Gluck-Saal) betreten wird.
Das Auditorium bestand ursprünglich aus Parkett, drei Rängen, Galerie, Logen und Vorlogen. Der erste Rang ist in Logen unterteilt. Die beiden Prozeniumslogen und die Mittelloge hatten eine Vorloge bzw. einen vorgelagerten ovalen Salon. Zwei repräsentative Treppen im Umgang des Parketts führen zum ersten Rang, weitere drei Treppenaufgänge zu den Rängen.
Die Innenausstattung wurde von Seeling gemeinsam mit Karl Selzer, einem Passauer Dekorationsmaler und Professor an der Nürnberger Staatsschule für angewandte Kunst, konzipiert. Vertraglich nicht festgelegt, entschieden sie sich für eine Dekoration im damals modernen, üppigen Jugendstil. Vor allem die Foyers, der Zuschauerraum und das als Erfrischungsraum erweiterte Foyer des ersten Rangs erhielten eine aufwendige Ausstattung.
Dieser, heute Gluck-Saal genannte Raum, der sich quer zur Tiefenachse des Theaters befindet und mit einer Tonne überwölbt ist, öffnete sich mit fünf Rundbogenarkaden zum Zuschauerraum bis zum dritten Rangumgang. Die Tonnendecke war in Freskotechnik bemalt und eröffnete illusionistisch durch reiche Vegetation und Laubenarchitektur hindurch mittig den Blick zum Balkon und in den freien Himmel. Eine gemalte Parklandschaft mit zentralem zweiteiligem Brunnen und Menschenstaffage erweiterte an der nördlichen Stirnseite den Raum. Die Vier Jahreszeiten waren durch plastische Figuren des Berliner Bildhauers Hermann Feuerhahn dargestellt.
Als weitere Zierde befand sich über der Flügeltür der Mittelloge des ersten Rangs ein versilberter Fries mit spielenden Kindern vor der Stadtsilhouette Nürnbergs. Im Parkettumgang war ein Grottengewandbrunnen zwischen zwei Pfeilern eingebaut, den Grottenbergen der Barockgartensäle des 18. Jahrhunderts nachempfunden.

#### Zerstörung und Wiederaufbau
In der Zeit des Nationalsozialismus wurde das Opernhaus 1935 durch Paul Schultze-Naumburg im Inneren komplett umgestaltet. Sämtliche Jugendstilelemente wurden eliminiert. Die Innenräume sollten im Sinne der zeittypischen Kunstideale der 1930er versachlicht werden, mit dem Ziel den Geist des Jugendstils zu verbannen. Die schmuckvolle und farbige Ausstattung musste einer vereinfachten neuklassizistischen Gestaltung weichen.
Da Adolf Hitler den Reichsparteitag 1935 mit einer Wagner-Oper eröffnen wollte, waren für den Umbau nur sechs Monate Zeit, was eine gründliche Planung und Ausführung verhinderte und die Akustik wesentlich verschlechterte. Joseph Goebbels notierte in sein Tagebuch, Hitler – der die Baustelle öfter besuchte – sei „ganz unglücklich“ und der Architekt habe „den ganzen Umbau verkorkst“.
Auch nach dem Krieg und der starken Beschädigung des Hauses 1945 wurde die Innenausstattung lediglich in schlichter Form wiederhergestellt. Die äußere Hülle dagegen wurde rekonstruiert und komplett wieder aufgebaut.

#### Die Generalsanierung seit 1989

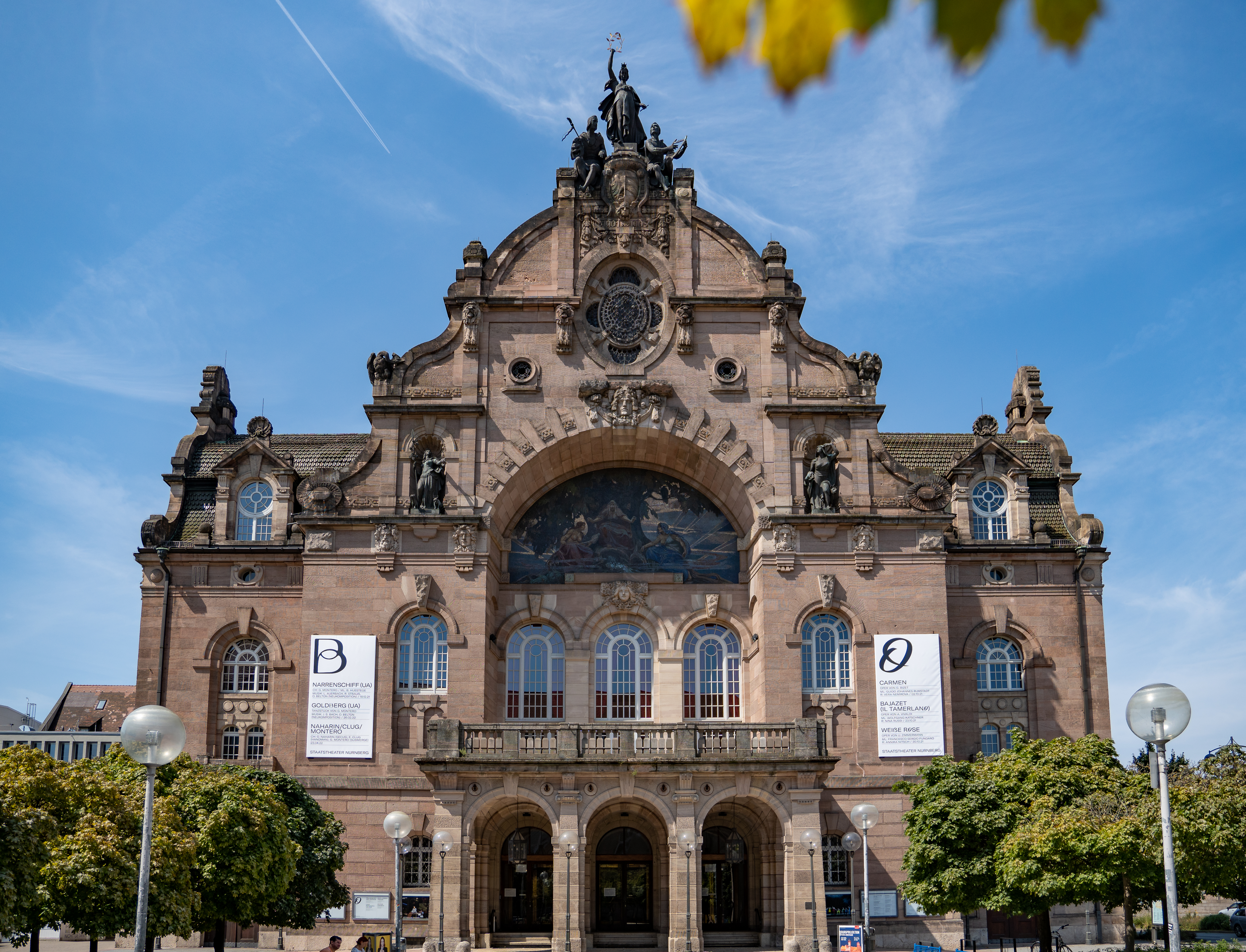
Hauptfassade mit Eingang, Mosaik und Figurengruppe

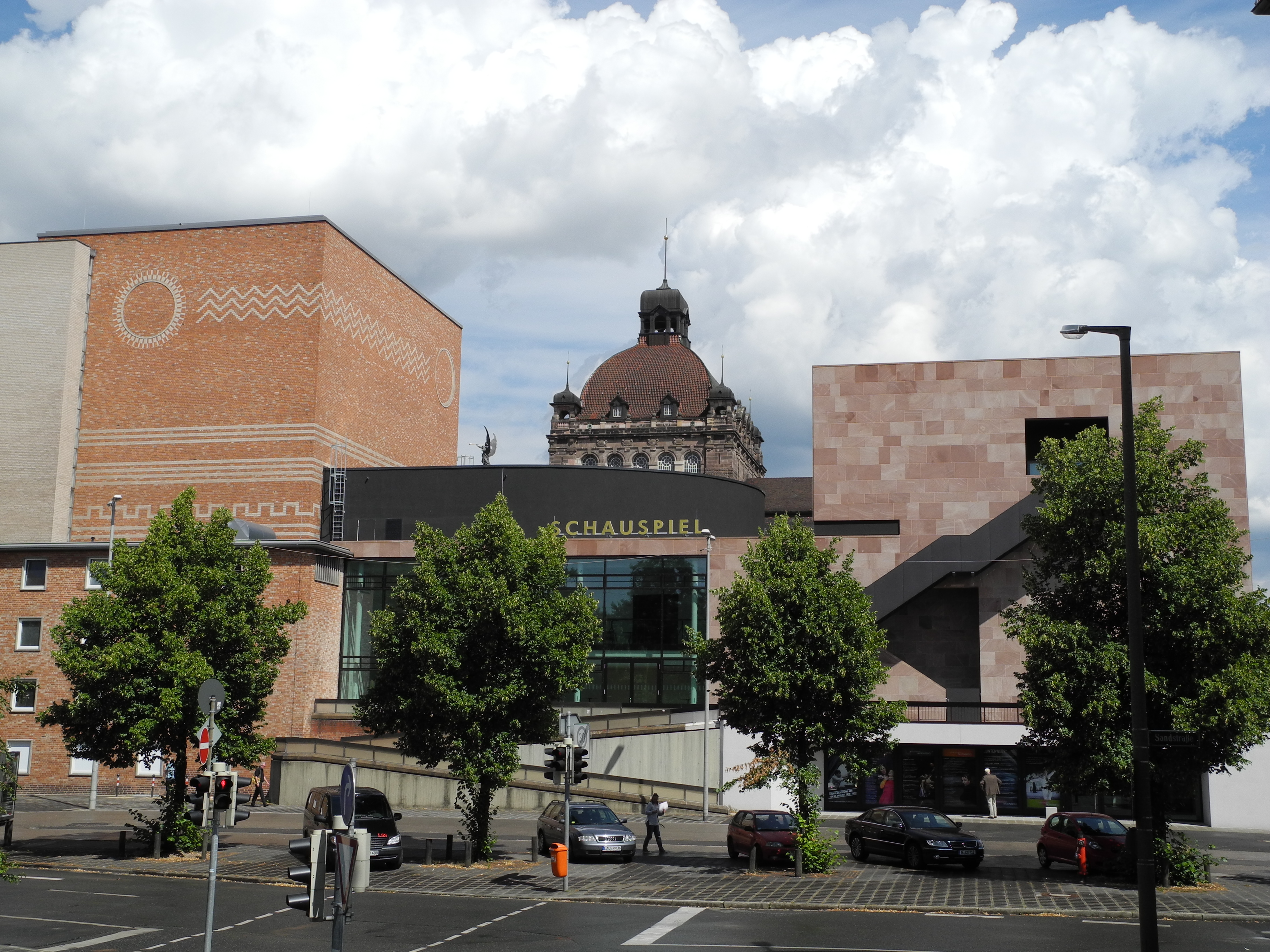
Blick auf das renovierte Schauspielhaus (2012) und das Opernhaus von Süden

Im Jahr 1989 begannen die Vorarbeiten zu einer Generalsanierung des Nürnberger Opernhauses: eine Asbestsanierung, die Sanierung der Balustrade der Ostfassade und die Errichtung der Laterne über dem Bühnenhaus. 1991 folgte der erste Bauabschnitt mit der Erneuerung der Werkstätten und Probenräume und der Sanitäranlagen im Besucherbereich. Im zweiten Bauabschnitt von 1993 bis 1998 wurden die Fassaden renoviert und die Bronzefiguren im Ostgiebel rekonstruiert und aufgestellt.
Der dritte Bauabschnitt im Jahr 1995 hatte im Wesentlichen die Neugestaltung des Zuschauerraumes mit grundsätzlicher Erneuerung der Klimatisierung zum Inhalt. Hierfür mussten die Bestuhlung und die Bodenbeläge komplett ausgebaut werden, um die geplante Quelllüftung realisieren zu können. Die Beleuchtung unterhalb der Ränge wurde durch neugestaltete, von einem Nürnberger Gürtlermeister gefertigte Messingbeleuchtungskörper an die Rangbrüstungen verlegt. Nach Ende der Spielzeit 1998 musste der gesamte historische Gebäudekomplex „Opernhaus“ für die geplanten umfangreichen Maßnahmen geräumt werden. Das Hauptproblem hierbei waren die umfangreichen Fundusräume vom Keller bis unter das Dach.
Die Planung des Hochbauamtes sah für den Zuschauerbereich eine grundsätzliche Neugestaltung des Foyers, der Ränge mit Verlegung der Garderoben, Beschaffung des entsprechenden Mobiliars und Einbau eines behindertengerechten Aufzuges vom Außenbereich in den ersten Rang vor. Ebenso wurden sämtliche für den Theaterbetrieb erforderlichen Räume vom Keller bis unter das Dach des Kulissenmagazines generalsaniert. Auch der Bühnenbereich war Teil dieses Bauabschnittes, u. a. durch die Erneuerung der Beleuchterbrücke und die Auswechslung des Bühnenbodens. Die im ursprünglichen Objektplan nicht vorgesehene Neugestaltung des Richard-Wagner-Platzes konnte vor allem auch durch Spenden von Nürnberger Unternehmern verwirklicht werden.
Das Haus war nur achteinhalb Monate gesperrt und konnte im Herbst 1998 wiedereröffnet werden. Die Generalsanierung kostete mehr als 40 Millionen DM, wovon ca. 50 Prozent vom Freistaat Bayern übernommen wurden. Abschließend wurde die erneuerte Walküre wieder auf den Westgiebel des Opernhauses gesetzt.
Nicht berücksichtigt wurden bei den bisherigen Sanierungen die Heizungsanlage, die heute noch auf dem Stand von 1905 ist, die Obermaschinerie, welche vom TÜV nur noch zögernd für den Betrieb freigegeben wird, sowie das Problem der zu kleinen Hinterbühne mit der Folge, dass Bühnenbilder, die früher zweidimensional, heute aber meist dreidimensional angefertigt werden, komplett zerlegbar sein müssen. Wegen des zu engen Durchgangs zur Bühne müssen Kulissen teilweise sogar zersägt und wieder zusammengesetzt werden. Gastspiele und Kooperationen mit anderen Häusern sind daher nur unter erschwerten Bedingungen möglich. Im Jahr 2012 wurde dem Nürnberger Opernhaus erneut eine mehrjährige Generalsanierung und eventuelle Schließung prognostiziert. Die Sanierung ist mit der Planung des Neubaus einer Konzerthalle am Luitpoldhain und der ebenfalls anstehenden Sanierung der Meistersingerhalle gekoppelt. Diese soll in der mehrjährigen Schließungszeit als Ausweichspielstätte dienen.
Da diese Planung scheiterte, soll nun die Kongresshalle am ehemaligen nationalsozialistischen Reichsparteitagsgelände als Ausweichquartier für das sanierungsbedürftige Opernhaus verwendet werden, was zu kontroversen Diskussionen führte. Die Entscheidung fällte der Nürnberger Stadtrat am 15. Dezember 2021.

### Schauspielhaus Nürnberg
Das Schauspielhaus Nürnberg befindet sich in Sichtweite südlich des Opernhauses zwischen Richard-Wagner- und Karl-Pschigode-Platz. Auf dem Gelände befand sich von 1898 bis 1944 das Hercules-Velodrom, das zunächst als Radbahn erbaut, aber schnell zu einem Veranstaltungsort, Gastronomiebetrieb und einer Versammlungsstätte umfunktioniert wurde. Im Jahr 1951 wurde an dieser Stelle ein Armee-Theater der Besatzungstruppen erbaut. Dieses Kino erhielt von Anfang an ein angekoppeltes Bühnenhaus, sodass es 1959 für 4,7 Millionen Mark lediglich umgebaut werden musste. Am 9. September 1959 wurde das Schauspielhaus mit Friedrich Schillers Wallenstein eröffnet. Der große Saal bot für 942 Zuschauer Platz, was sich bald als zu groß erwies. So wurde 1962 für kleinere Produktionen ein Raum im Keller des Gebäudes für die Kammerspiele notdürftig umgebaut. 1976 folgte die erste Generalsanierung des Hauses mit der Verkleinerung des großen Saals auf 539 Plätze. Im Jahr 1990 gab es eine erneute Schließung auf Grund von Asbestbelastung.
Von Mai 2008 bis Oktober 2010 wurden das Schauspielhaus Nürnberg und die Kammerspiele wegen einer dringend notwendigen Generalsanierung vorübergehend geschlossen. Als Ausweichspielstätten fungierten die Tafelhalle, das Theater im KaLi (ehemalige Kammer-Lichtspiele am Plärrer) sowie der Konzertsaal der Nürnberger Symphoniker in der Kongresshalle auf dem ehemaligen Reichsparteitagsgelände.
Neben der Fassade wurden der Eingangsbereich, das Foyer, die Zuschauerräume und die komplette Bühnentechnik für rund 37 Millionen Euro erneuert. Der Entwurf für die Sanierung stammte von dem Hamburger Architekten Jörg Friedrich. Mit einem Festakt am 17. Oktober 2010 wurde das generalsanierte Schauspielhaus feierlich wiedereröffnet. Ein großzügiges Treppenhaus mit Bars und offenen Foyers auf drei Ebenen verbindet nun die Kammerspiele mit 205 Zuschauerplätzen, das Schauspielhaus mit 538 Plätzen. Das Extended Reality Theater – XRT in der 3. Etage bietet je nach Produktion 55 bis 99 Plätze.

## Sparten und Veranstaltungen

### Oper
Das Nürnberger Opernensemble besteht in der Spielzeit 2024/2025 aus 19 Sängerinnen und Sängern. Hinzu kommen zahlreiche Gäste und 6 Stipendiaten des Internationalen Opernstudios Nürnberg. Dieses existiert seit 2003 in Kooperation mit der Hochschule für Musik Nürnberg und fördert ein Jahr lang Studenten des postgradualen Aufbaustudienganges Internationales Opernstudio mit einer praxisorientierten Zusatzausbildung. Der Chor des Staatstheater Nürnberg umfasst 45 Sängerinnen und Sänger unter der Leitung von Chordirektor Tarmo Vaask.  Generalmusikdirektor ist seit der Spielzeit 2023/24 Roland Böer. Das Programm beinhaltet das Musiktheater vom „klassischen“ Opernrepertoire über Kinderopern bis hin zu Musicals und zeitgenössischen Werken.

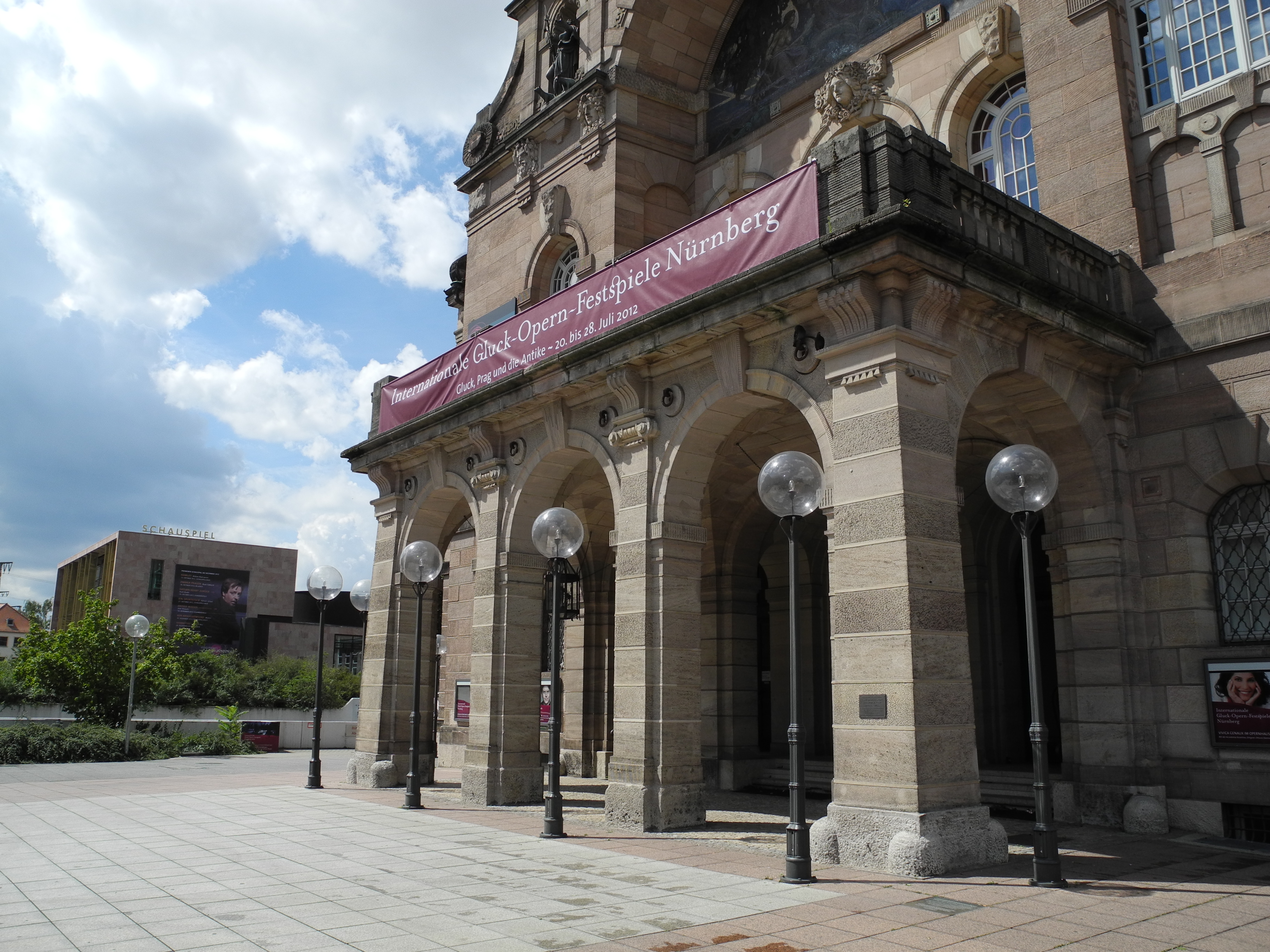
Blick vom Opernhaus in Richtung Schauspielhaus

### Schauspiel
Das Sprechtheater, seit 2010 im erneuerten Schauspielhaus untergebracht, wird seit der Spielzeit 2025/26 von Schauspieldirektorin Lene Grösch geleitet. Raphaela Bardutzky ist Hausautorin im Schauspiel. Das Ensemble besteht aus 23 Schauspielerinnen und Schauspielern.

### Ballett
Seit der Spielzeit 2025/26 leitet Richard Siegal das „Staatstheater Nürnberg Ballet of Difference“. Das Ensemble bringt jährlich drei Premieren und alle zwei Jahre eine internationale Ballettgala auf die Bühne. 22 Tänzerinnen und Tänzer sind im Ballettensemble beschäftigt.

### Konzert

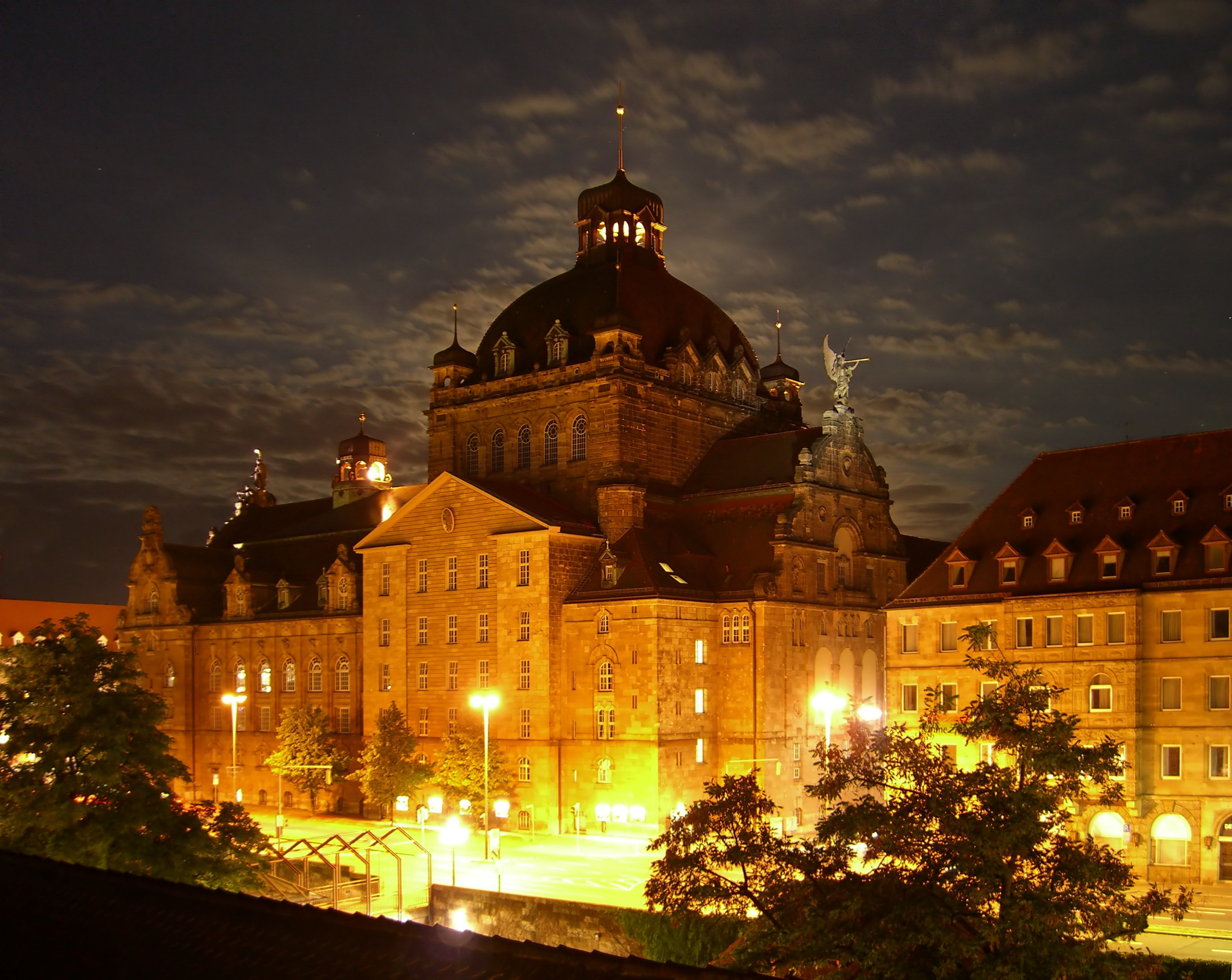
Opernhaus bei Nacht

Die Staatsphilharmonie Nürnberg ist das Orchester des Staatstheaters, das seit 2023 unter der Leitung von GMD Roland Böer steht. Neben jährlich etwa 150 Opern- und Ballettvorstellungen bestreitet das Orchester mit den Philharmonischen Konzerten eine eigene Konzertreihe in der Meistersingerhalle. Einmal im Monat finden Lunchkonzerte im Café des Germanischen Nationalmuseums Nürnberg statt. Außerdem gibt es eine Kammerkonzertreihe der Philharmonie Nürnberg e. V. mit Vorstellungen im Gluck-Saal des Opernhauses.

### PLUS
PLUS fasst alle Programme des Staatstheaters Nürnberg zusammen, die sich auf die theaterpädagogische Vermittlung, sowie auf das eigene Ausprobieren auf der Bühne beziehen. Unter der Leitung von Anja Sparberg betreibt PLUS Theaterklubs für Jugendliche und Erwachsene, bietet Theaterführungen, Workshops und schulische Begleitung zu Inszenierungen an. Eine Besonderheit in der Nachwuchsarbeit des Staatstheaters ist die seit 1948 bestehende Schulplatzmiete: über ihre Schulen können Schülerinnen und Schüler bis zu sechs ausgewählte Produktionen aus Oper, Schauspiel, Ballett in der Spielzeit zu stark vergünstigten Preisen sehen.

### Regelmäßige Veranstaltungen
Einige der regelmäßigen Veranstaltungen am Staatstheater Nürnberg sind:
- seit 2000 die philharmonischen Open-Air-Konzerte im Luitpoldhain mit der Staatsphilharmonie und den Nürnberger Symphonikern und jährlich rund 100.000 Zuschauern
- Neujahrskonzerte im Opernhaus mit der Staatsphilharmonie Nürnberg

## Statistiken
In der Spielzeit 2013/2014 erzielte das Staatstheater Nürnberg Einnahmen aus dem Vorstellungsbetrieb in Höhe von 7,01 Millionen Euro. Mit 11.592 Abonnenten wurde in dieser Spielzeit ein Höchststand erreicht. Im Jahr 2014 erhielt das Staatstheater Zuwendungen in Höhe von 17,8 Millionen Euro von staatlicher Seite.
| Veranstaltungen und Besucherzahlen des Opernhauses | Veranstaltungen und Besucherzahlen des Opernhauses | Veranstaltungen und Besucherzahlen des Opernhauses | Veranstaltungen und Besucherzahlen des Opernhauses | Veranstaltungen und Besucherzahlen des Opernhauses | Veranstaltungen und Besucherzahlen des Opernhauses | Veranstaltungen und Besucherzahlen des Opernhauses | Veranstaltungen und Besucherzahlen des Opernhauses |
| Spielzeit                                          | Vorstellungen, davon:                              | Oper                                               | Operette/Musical                                   | Ballett                                            | Kinder-/Konzerte                                   | Besucher                                           | Platzausnutzung in %                               |
| -------------------------------------------------- | -------------------------------------------------- | -------------------------------------------------- | -------------------------------------------------- | -------------------------------------------------- | -------------------------------------------------- | -------------------------------------------------- | -------------------------------------------------- |
| 1998/1999                                          | 183                                                | 97                                                 | 36                                                 | 34                                                 | 16                                                 | 133.152                                            | 72,3                                               |
| 1999/2000                                          | 187                                                | 97                                                 | 34                                                 | 39                                                 | 16                                                 | 133.861                                            | 71,7                                               |
| 2000/2001                                          | 202                                                | 129                                                | 22                                                 | 30                                                 | 18                                                 | 134.998                                            | 65,9                                               |
| 2001/2002                                          | 197                                                | 117                                                | 28                                                 | 35                                                 | 17                                                 | 132.018                                            | 67,5                                               |
| 2002/2003                                          | 193                                                | 111                                                | 36                                                 | 22                                                 | 14                                                 | 130.182                                            | 66,6                                               |
| 2003/2004                                          | 190                                                | 124                                                | 34                                                 | 16                                                 | 16                                                 | 129.313                                            | 66,5                                               |
| 2004/2005                                          | 216                                                | 118                                                | 49                                                 | 33                                                 | 16                                                 | 140.904                                            | 67,5                                               |
| 2005/2006                                          | 197                                                | 106                                                | 52                                                 | 25                                                 | 14                                                 | 138.694                                            | 72,4                                               |
| 2006/2007                                          | 178                                                | 99                                                 | 37                                                 | 29                                                 | 13                                                 | 116.197                                            | 66,4                                               |
| 2007/2008                                          | 202                                                | 111                                                | 38                                                 | 31                                                 | 18                                                 | 138.670                                            | 73,1                                               |
| 2008/2009                                          | 169                                                | 87                                                 | 42                                                 | 22                                                 | 18                                                 | 127.482                                            | 74,1                                               |
| 2009/2010                                          | 185                                                | 91                                                 | 32                                                 | 43                                                 | 19                                                 | 145.671                                            | 76,6                                               |
| 2010/2011                                          | 192                                                | 115                                                | 23                                                 | 38                                                 | 16                                                 | 150.398                                            | 76,1                                               |
| 2011/2012                                          | 192                                                | 100                                                | 23                                                 | 45                                                 | 24                                                 | 158.025                                            | 80,0                                               |
| 2012/2013                                          | 190                                                | 103                                                | 26                                                 | 38                                                 | 23                                                 | 155.991                                            | 79,6                                               |
| 2013/2014                                          | 184                                                | 82                                                 | 38                                                 | 44                                                 | 20                                                 | 158.950                                            | 83,9                                               |
| 2014/2015                                          | 191                                                | 93                                                 | 29                                                 | 41                                                 | 28                                                 | 161.869                                            | 82,5                                               |
| 2015/2016                                          | 194                                                | 85                                                 | 37                                                 | 39                                                 | 33                                                 | 161.335                                            | 81,1                                               |
| 2016/2017                                          | 190                                                | 86                                                 | 38                                                 | 40                                                 | 26                                                 | 148.063                                            | 76,1                                               |
| 2017/2018                                          | 198                                                | 93                                                 | 34                                                 | 45                                                 | 26                                                 | 166.368                                            | 83.1                                               |
| 2018/2019                                          | 196                                                | 91                                                 | 38                                                 | 38                                                 | 29                                                 | 156.928                                            | 78,4                                               |
| 2019/2020                                          | 101                                                | 49                                                 | 14                                                 | 22                                                 | 16                                                 | 82.829                                             | 80,2                                               |
| 2020/2021                                          | 42                                                 | 20                                                 | 12                                                 | 6                                                  | 4                                                  | 6.944                                              | 86,1                                               |
| 2021/2022                                          | 155                                                | 72                                                 | 24                                                 | 37                                                 | 22                                                 | 82.590                                             | 63,3                                               |
| 2022/2023                                          | 162                                                | 71                                                 | 24                                                 | 42                                                 | 25                                                 | 131.476                                            | 79.9                                               |

| 1998/1999 | 221 | 85.587 | 77,6 |
| 1999/2000 | 219 | 88.040 | 78,3 |
| 2000/2001 | 197 | 78.543 | 75,4 |
| 2001/2002 | 187 | 73.379 | 74,5 |
| 2002/2003 | 190 | 85.782 | 84,4 |
| 2003/2004 | 203 | 85.541 | 79,1 |
| 2004/2005 | 213 | 86.659 | 76,1 |
| 2005/2006 | 218 | 89.353 | 75,6 |
| 2006/2007 | 211 | 90.555 | 80,7 |
| 2007/2008 | 168 | 67.173 | 77,9 |
| 2008/2009 | 142 | 46.330 | 83,5 |
| 2009/2010 | 109 | 32.583 | 71,6 |
| 2010/2011 | 197 | 78.682 | 75,5 |
| 2011/2012 | 207 | 76.635 | 71,0 |
| 2012/2013 | 199 | 85.611 | 81,6 |
| 2013/2014 | 187 | 78.583 | 80,2 |
| 2014/2015 | 188 | 66.669 | 66,8 |
| 2015/2016 | 190 | 79.917 | 79,6 |
| 2016/2017 | 187 | 79.015 | 79,6 |
| 2017/2018 | 181 | 72.810 | 75,8 |
| 2018/2019 | 186 | 78.719 | 79,8 |
| 2019/2020 | 96  | 41.116 | 80,7 |
| 2020/2021 | 25  | 1.888  | 79,5 |
| 2021/2022 | 131 | 31.106 | 54,4 |
| 2022/2023 | 157 | 53.889 | 65,2 |

1. ↑  Kongresshalle als Ersatzspielstätte
2. ↑  Kongresshalle als Ersatzspielstätte

| 1998/1999 | 187 | 28.435 | 83,5 |
| 1999/2000 | 202 | 29.238 | 82,4 |
| 2000/2001 | 164 | 24.275 | 80,9 |
| 2001/2002 | 150 | 22.592 | 81,6 |
| 2002/2003 | 172 | 24.873 | 76,6 |
| 2003/2004 | 170 | 24.860 | 76,4 |
| 2004/2005 | 160 | 24.766 | 82,0 |
| 2005/2006 | 156 | 24.768 | 83,3 |
| 2006/2007 | 157 | 24.837 | 83,3 |
| 2007/2008 | 182 | 31.496 | 84,9 |
| 2008/2009 | 127 | 33.766 | 87,7 |
| 2009/2010 | 116 | 31.005 | 86,0 |
| 2010/2011 | 158 | 22.375 | 66,7 |
| 2011/2012 | 176 | 27.857 | 77,0 |
| 2012/2013 | 147 | 25.084 | 80,6 |
| 2013/2014 | 160 | 27.526 | 81,9 |
| 2014/2015 | 177 | 30.145 | 82,7 |
| 2015/2016 | 173 | 30.192 | 83,6 |
| 2016/2017 | 144 | 25.006 | 82,8 |
| 2017/2018 | 126 | 19.219 | 72,2 |
| 2018/2019 | 126 | 20.351 | 76,2 |
| 2019/2020 | 60  | 10.657 | 84,5 |
| 2020/2021 | 31  | 1.438  | 83,4 |
| 2021/2022 | 117 | 13.398 | 65,8 |
| 2022/2023 | 135 | 21.627 | 76,5 |

1. ↑  Tafelhalle als Ersatzspielstätte
2. ↑  Tafelhalle als Ersatzspielstätte

| 1998/1999 | 34  | 2.356  | 49,7 |
| 1999/2000 | 37  | 4.285  | 51,0 |
| 2000/2001 | 167 | 18.571 | 76,3 |
| 2001/2002 | 207 | 16.152 | 67,0 |
| 2002/2003 | 165 | 11.849 | 72,7 |
| 2003/2004 | 157 | 13.583 | 77,3 |
| 2004/2005 | 134 | 10.135 | 69,4 |
| 2005/2006 | 171 | 20.335 | 66,4 |
| 2006/2007 | 198 | 24.779 | 67,8 |
| 2007/2008 | 187 | 23.340 | 64,1 |
| 2008/2009 | 187 | 23.606 | 66,9 |
| 2009/2010 | 233 | 30.854 | 70,3 |
| 2010/2011 | 219 | 27.603 | 75,9 |
| 2011/2012 | 219 | 28.220 | 73,0 |
| 2012/2013 | 241 | 30.336 | 72,0 |
| 2013/2014 | 177 | 23.970 | 77,2 |
| 2014/2015 | 200 | 27.257 | 79,7 |
| 2015/2016 | 230 | 26.037 | 81,9 |
| 2016/2017 | 223 | 23.441 | 73,1 |
| 2017/2018 | 236 | 24.818 | 66,7 |
| 2018/2019 | 245 | 28.493 | 78,2 |
| 2019/2020 | 207 | 21.757 | 87,8 |
| 2020/2021 | 139 | 11.754 | 88,7 |
| 2021/2022 | 164 | 19.878 | 49,5 |
| 2022/2023 | 225 | 26.882 | 79,8 |

1. ↑  Diese Statistik umfasst Veranstaltungen in der Blue Box, auf den Probenbühnen, im Foyer und Veranstaltungen des Staatstheaters in der Meistersingerhalle.

Quelle: Statistisches Jahrbuch der Stadt Nürnberg 2003, 2011, 2012 und 2015

## Personen
| 1905–1914 | Richard Balder                                  |
| 1914–1920 | Alois Pennarini                                 |
| 1920–1922 | Willy Stuhlfeld                                 |
| 1922–1939 | Johannes Maurach                                |
| 1939–1945 | Willi Hanke                                     |
| 1946–1947 | Walter Bruno Iltz                               |
| 1947–1971 | Karl Pschigode                                  |
| 1971–1985 | in dieser Zeit gab es keinen Generalintendanten |
| 1986–1991 | Burkhard Mauer                                  |
| 1991–1996 | Lew Bogdan                                      |
| 1996–2008 | Wulf Konold                                     |
| 2008–2018 | Peter Theiler                                   |
| 2018–     | Jens-Daniel Herzog                              |

| 1923–1925 | Ferdinand Wagner     |
| 1925–1938 | Bertil Wetzelsberger |
| 1938–1946 | Alfons Dressel       |
| 1946–1948 | Rolf Agop            |
| 1948–1955 | Alfons Dressel       |
| 1956–1964 | Erich Riede          |
| 1965–1988 | Hans Gierster        |
| 1988–1992 | Christian Thielemann |
| 1993–1998 | Eberhard Kloke       |
| 1998–2005 | Philippe Auguin      |
| 2006–2011 | Christof Prick       |
| 2011–2018 | Marcus Bosch         |
| 2018–2023 | Joana Mallwitz       |
| 2023–     | Roland Böer          |

| 1955–1975 | Hildegard Krämer |
| 1975–1991 | Horst Müller     |
| 1991–1994 | David Sutherland |
| 1994–1998 | Jean Renshaw     |
| 1998–2008 | Daniela Kurz     |
| 2008–2025 | Goyo Montero     |
| 2025–     | Richard Siegal   |

1. ↑  Chefchoreograph, „Doppelspitze“ mit Horst Müller, der weiterhin „Oberleiter des Balletts“ war

| Zeitraum  | Name                 |  |
| 1959–1975 | Hesso Huber          |  |
| 1975–1976 | Hans Dieter Schwarze |  |
| 1976–1977 | Friedrich Schirmer   |  |
| 1977–1992 | Hansjörg Utzerath    |  |
| 1992–1993 | Raymund Richter      |  |
| 1993–1994 | Lew Bogdan           |  |
| 1994–1999 | Holger Berg          |  |
| 1999      | Wulf Konold          |  |
| 2000–2018 | Klaus Kusenberg      |  |
| 2018–2025 | Jan Philipp Gloger   |  |
| 2025–     | Lene Grösch          |  |